# البطولة الوطنية المجرية 1917–18
البطولة الوطنية المجرية 1917–18 (بالمجرية: 1917–1918-as magyar labdarúgó-bajnokság)‏ هو الموسم 15 من  البطولة الوطنية المجرية. أشرف على تنظيمه اتحاد المجر لكرة القدم، وكان عدد الأندية المشاركة فيه  12، وفاز فيه نادي بودابست.